# Thesium congestum
Thesium congestum är en sandelträdsväxtart som beskrevs av Robert Allen Dyer. Thesium congestum ingår i släktet spindelörter, och familjen sandelträdsväxter. Inga underarter finns listade i Catalogue of Life.